# Trichterfeder

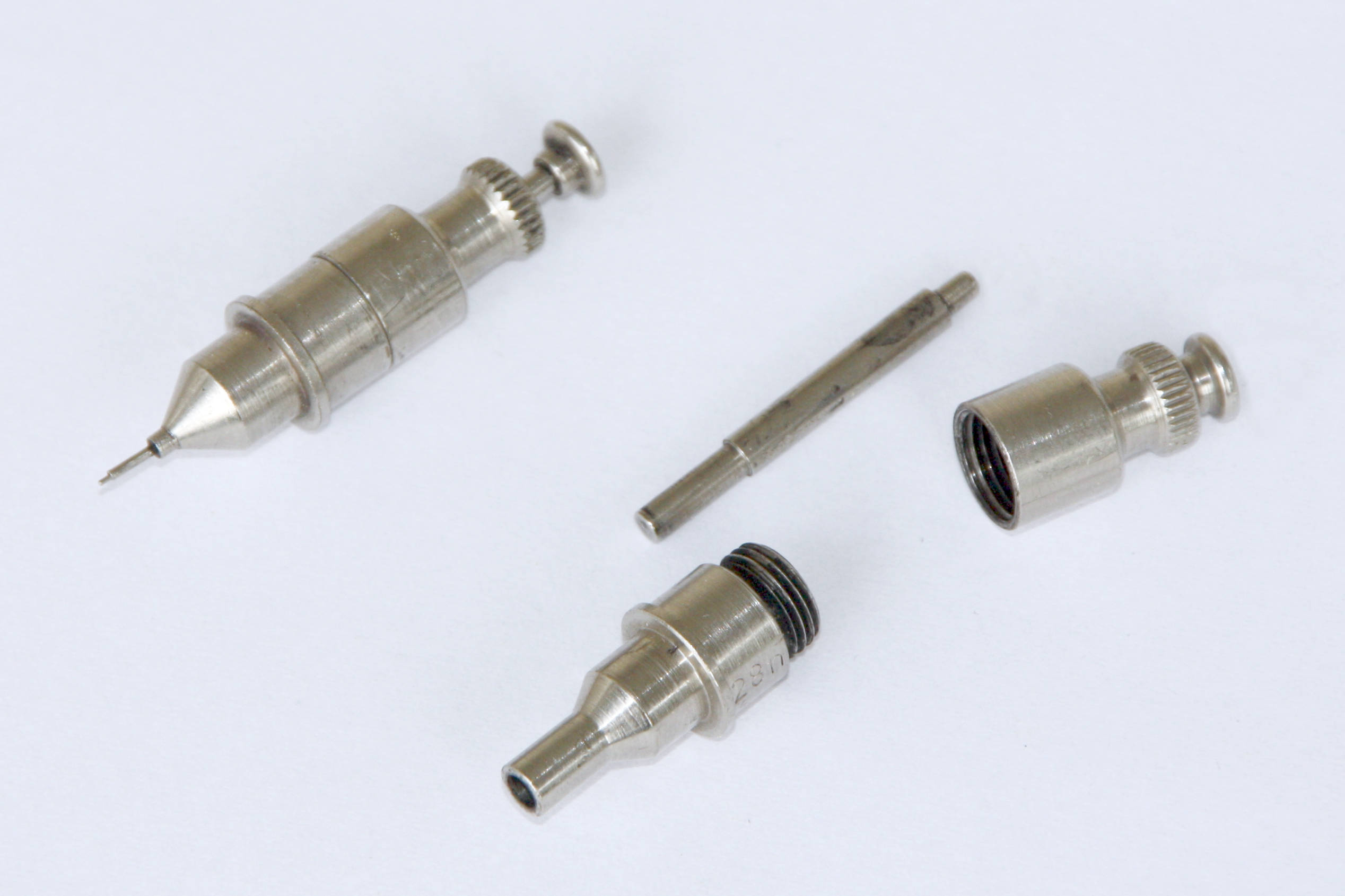
Trichterfeder komplett (oben links) und zerlegt in ihre drei Teile (rechts)

Die Trichterfeder ist ein Zeichengerät, mit dem man mit Tusche sehr gleichmäßig breite Linien zeichnen kann. Sie ist ein Vorläufer des Tuschefüllers.

## Aufbau
Eine Trichterfeder besteht aus dem namengebenden trichterförmigen Metallbehälter mit Schraubdeckel, aus dem die Tusche durch ein kleines Röhrchen fließen kann. Für unterschiedliche Strichstärken gibt es jeweils eine Feder mit einem Röhrchen mit entsprechendem Außendurchmesser. Damit die Tusche gleichmäßig fließen kann, ist in dem Röhrchen ein dünner Stift aus Federstahl, der mit einer Druckfeder beweglich gelagert ist. Damit kann man Verstopfungen im Schreibröhrchen nach außen schieben und abwischen. Die Feder zieht den Stift anschließend wieder in das Röhrchen zurück, so dass dieser beim Schreiben nicht auf dem Papier kratzt.

## Gebrauch
Die Trichterfeder schreibt nur gut, wenn sie senkrecht gehalten wird. Aus diesem Grund wird sie mit einem Halter festgehalten, der die Trichterfeder mit zwei einstellbaren Metallbacken festspannt. Man kann die Trichterfeder mittels des stabförmigen Halters wie einen Bleistift führen. 
Die Trichterfeder ist ein Vorläufer von modernen Tuscheschreibern. Man verwendete die Trichterfeder für die Beschriftung von amtlichen Karten mit einer Schriftschablone sowie zum Anfertigen von Technischen Zeichnungen. Hier ist die Breite der Linien vorgeschrieben.